# 사이간 료헤이
사이간 료헤이(일본어: 西岸良平, 1947년 7월 30일~)는 일본의 만화가이다. 도쿄도 세타가야구 출신이며, 배우자는 그림책 작가 키무라 야스코(木村泰子)이다. 대표작으로 《3번가의 석양》, 《가마쿠라 이야기》 등이 있다.

## 작품 목록

### 연재작품
- 《3번가의 석양》(三丁目の夕日)
- 《가마쿠라 이야기》(鎌倉ものがたり)
- 《신기루》(蜃気郎)
- 《닌자》(忍びの者)
- 《폴라 레이디》(ポーラー・レディ)
- 《청춘 기담 붉은 구름》(青春奇談 赤い雲)
- 《청춘 기담 귀여운 악마》(青春奇談 可愛い悪魔)
- 《미스테리언》(ミステリアン)
- 《민들레 씨의 시》(たんぽぽさんの詩)

### 단편집
- 〈히파르코스의 바다〉(ヒッパルコスの海)
- 〈타임 스쿠터〉(タイム・スクーター)
- 〈마술사〉(魔術師)
- 〈지구 최후의 날〉(地球最後の日)

## 영상화 작품 목록
- 《저주의 종이 인형》(呪いの紙人形)(후지테레비)
- 애니메이션, "붉은 구름"(마이니치 방송)
- 보고 듣는 "타임 스쿠터"(쇼가쿠간)
- 실사 영화
  - "ALWAYS 3번가의 석양"
  - "ALWAYS 속 · 3번가의 석양"
  - "ALWAYS 3번가의 석양 '64"